# Wilgentwijgvlieskelkje
Het wilgentwijgvlieskelkje (Hymenoscyphus salicellus) is een schimmel behorend tot de familie Helotiaceae. Het leeft saprotroof op afgevallen (ook in het water liggende) takken  of twijgen van de wilg (Wilg). Ook komt het voor op wilgentenen en zo nu en dan op takjes van de els (Alnus). 

## Kenmerken
De vruchtlichamen (apothecia) komen voor onder de schors of ontschorste delen. De asci meten 117-193 × 9-14 µm. De ascosporen meten 21,5-28,5 × 4-7 µm.

## Verspreiding
Het wilgentwijgvlieskelkje komt in Nederland vrij algemeen voor. Het staat niet op de rode lijst en is niet bedreigd.